# Stenophylla
Genre
Stenophylla est un genre de mantes de la famille des Acanthopidae comprenant trois espèces.

## Liste des espèces
- Stenophylla cornigera Westwood, 1843
- Stenophylla gallardi Roy, 2005
- Stenophylla lobivertex Lombardo, 2000